# 파이살 알후세이니 국제경기장
파이살 알후세이니 국제 경기장(아랍어: ملعب فيصل الحسيني الدولي), 영어: Faisal Al-Husseini International Stadium)은 팔레스타인 알람에 위치한 다목적 경기장이다. 현재 주로 축구 경기장으로 이용되며 팔레스타인 축구 국가대표팀의 홈구장으로 사용된다. 수용 인원은 12,500명이다.

## 기록

### 2020년 하계 올림픽 축구 여자 아시아 지역 1차 예선
| 날짜             | 팀 1       | 스코어 | 팀 2       | 라운드 |
| ---------------- | ---------- | ------ | ---------- | ------ |
| 2018년 11월 8일  | 요르단     | 6 - 0  | 몰디브     | D조    |
| 2018년 11월 8일  | 인도네시아 | 1 - 1  | 팔레스타인 | D조    |
| 2018년 11월 11일 | 몰디브     | 1 - 3  | 인도네시아 | D조    |
| 2018년 11월 11일 | 팔레스타인 | 0 - 7  | 요르단     | D조    |
| 2018년 11월 13일 | 요르단     | 3 - 0  | 인도네시아 | D조    |
| 2018년 11월 13일 | 팔레스타인 | 2 - 1  | 몰디브     | D조    |

## 같이 보기
- 두라 국제경기장